# Campionatul de fotbal din Djibouti
Campionatul de fotbal din Djibouti sau Djibouti Premier League este o competiție de fotbal amator din Djibouti.

## Echipe
- AS Port
- ASS d’Ali-Sabieh
- CDE Colas
- Établissement Abdi
- FC Société Immobiliére de Djibouti (Kartileh)
- FNP (echipa poliției)
- Gendarmerie Nationale
- Sheraton Hôtel
- Tadjourah FC
- Total

## Campioane
- 1987 : AS Etablissements Merill
- 1988 : AS Compagnie Djibouti-Ethiopie
- 1989-90 : nu s-a disputat
- 1991 : Aéroport
- 1992-93 : nu s-a disputat
- 1994 : Force Nationale Securité
- 1995 : Force Nationale Securité
- 1996 : Force Nationale Securité
- 1997 : Force Nationale Securité
- 1998 : Force Nationale Securité
- 1999 : Force Nationale Securité
- 2000 : AS Compagnie Djibouti-Ethiopie
- 2001 : Force Nationale de Police
- 2002 : AS Boreh
- 2003 : Gendarmerie Nationale
- 2004 : Gendarmerie Nationale
- 2005 : AS Compagnie Djibouti-Ethiopie
- 2006 : FC Société Immobiliére de Djibouti (S.I.D)
- 2007 : AS Compagnie Djibouti-Ethiopie
- 2008 : FC Société Immobiliére de Djibouti (S.I.D)
- 2009 : AS Ali Sabieh Djibouti Telecom

## Performanțe după club
| Club                                                           | Oraș            | Titluri | Ultimul titlu |
| -------------------------------------------------------------- | --------------- | ------- | ------------- |
| Force Nationale de Police [incluzând Force Nationale Securité] | Djibouti (oraș) | 7       | 2001          |
| AS Compagnie Djibouti-Ethiopie                                 | Djibouti (oraș) | 4       | 2007          |
| Gendarmerie Nationale                                          | Djibouti (oraș) | 2       | 2004          |
| Société Immobiliére de Djibouti                                | Kartileh        | 2       | 2008          |
| AS Boreh                                                       | Djibouti (city) | 1       | 2002          |
| Aéroport                                                       | Djibouti (oraș) | 1       | 1991          |
| AS Etablissements Merill                                       | Djibouti (oraș) | 1       | 1987          |
| AS Ali Sabieh Djibouti Telecom                                 |                 | 1       | 2009          |

## Golgeteri
| An      |       | Golgeter      | Echipă                | Goluri |
| 2002/03 |       | Saïd Hassan   | Gendarmerie Nationale | 13     |
| 2003/04 | Egipt | Ahmed Galal   | Total                 | 7      |
| 2008/09 |       | Liban Mohamed | Guelleh Batal         | 22     |